# 奥州総大将
奥州総大将（おうしゅうそうだいしょう）とは、南北朝時代における幕府の地方官制である。足利氏の一門による奥羽の統制のために任じられたものである。
元弘3年(1333年)、建武政権は陸奥国司に北畠顕家を、出羽国司兼秋田城介に葉室光顕を任命する。建武2年（1335年）には北畠顕家が鎮守府将軍も兼務し、義良親王（後村上天皇）を奉じて陸奥国府に陸奥将軍府と呼ばれる支配機関を創設した。
しかし、建武2年（1335年）の中先代の乱を契機に足利尊氏は建武政権に反旗を翻し、建武政権は瓦解した。尊氏は奥羽の足利氏所領を管理していた斯波家長を奥州総大将に任命し、陸奥国と出羽国の軍事指揮権を与えた。尊氏は上洛するが、子の義詮を残す。斯波家長は義詮を補佐するため執事も兼任することとなった。
北畠顕家の陸奥将軍府は、有力武士に各郡の郡奉行として守護並みの権限を与えるなどの政策を採り、奥州の武士から広範な支持を取り付けた。そのため、斯波家長の奥羽に対する支配は遅々として進まず、延元2年/建武4年（1338年）には鎌倉で顕家率いる奥州軍に敗れて戦死してしまう。
同年、石塔義房が専任の奥州総大将として奥州に派遣される。義房は、陸奥将軍府から二階堂氏などの実務官僚を引き抜いたり、郡検断職として既得権限を公認するなどして次々と有力武士を味方に引き入れ、国府を奪還する。
貞和6年（1345年）、畠山国氏と吉良貞家が奥州管領に任命され、奥州総大将は廃止された。